# ISIM Timișoara

Sigla

ISIM Timișoara (Institutul Național de Cercetare-Dezvoltare în Sudură și Încercări de Materiale Timișoara) este un centru de competență științifică și tehnică în domeniul sudării și încercărilor de materiale. A fost înființat la 9 februarie 1970 la Timișoara. 